# Emergenza (botanica)
L'emergenza, in agronomia, è la fase fenologica successiva alla germinazione del seme o alla germogliazione di un organo di riproduzione vegetativa (rizoma, tubero, bulbo, ecc.), durante la quale la giovane piantina emerge dal terreno. Durante questa fase la pianta passa dal regime nutritivo eterotrofo a quello autotrofo a seguito dell'acquisizione della capacità fotosintetica.
Nel caso di piante nate da seme, l'emergenza si svolge per distensione dell'asse ipocotile, con la fuoriuscita delle foglie cotiledonari, oppure per distensione dell'asse epicotile, con fuoriuscita della gemma apicale o della prima foglia vera. Nel primo caso, la funzione fotosintetica è svolta inizialmente dai cotiledoni, che la manterranno fino alla loro morte.
La durata di questa fase dipende da fattori intrinseci, associati alla specie e alla varietà e alla vigoria, e da fattori ambientali, fra i quali incide in particolare la temperatura, Si tratta di una fase delicata in quanto la capacità di difesa è limitata e la giovane piantina è maggiormente esposta ad avversità ambientali di natura biologica o non. Tra i fattori ambientali abiotici che possono pregiudicare la sopravvivenza delle piantine in fase di emergenza si annoverano in particolare i ristagni idrici persistenti o, al contrario, la siccità, le gelate, l'eccessiva insolazione o l'ombreggiamento, la salinità. Tra i fattori ambientali di natura biologica si annoverano la competizione interspecifica esercitata dalle piante infestanti, generalmente più vigorose e aggressive, il calpestamento, gli attacchi da parte di organismi parassiti, fitofagi ed erbivori.
L'emergenza, infine, può essere pregiudicata dalla presenza di una crosta superficiale, che impedisce la fuoriuscita delle piantine nate da semi minuti, in genere poco vigorose.

## Tecnica colturale
Gli accorgimenti agronomici tesi a favorire il successo dell'emergenza sono per lo più di tipo preventivo e si prefiggono lo scopo di creare le condizioni più favorevoli ad una rapida emergenza, in modo che le piantine acquisiscano in breve tempo una sufficiente autonomia e la relativa capacità di difesa dalle avversità. La natura, la necessità e il grado di accuratezza di questi accorgimenti variano secondo la tecnica colturale, le condizioni ambientali e operative e, infine, secondo la specie agraria. Fra quelli di maggiore frequenza si citano i seguenti:
- preparazione di un buon letto di semina, con superficie regolare, terreno con ridotta zollosità ma non eccessivamente sminuzzato;
- sistemazione superficiale del terreno finalizzata a prevenire i ristagni superficiali e, quindi, dotata di un'adeguata baulatura nel caso di terreni dotati di limitata permeabilità;
- adozione di un'adeguata densità di semina, che va rapportata, oltre che all'investimento, alle condizioni operative;
- adozione di tecniche di semina razionali, come la semina a righe o di precisione, e con semi deposti ad una profondità ottimale;
- ricorso alla concimazione localizzata al fine di garantire l'immediata disponibilità degli elementi nutritivi nella zona esplorata dalle radichette;
- adozione di tecniche preventive di difesa nei confronti di piante infestanti, come ad esempio il diserbo in presemina o in pre-emergenza, e di fitofagi e parassiti, come ad esempio la concia del seme e la geodisinfestazione;
- predisposizione di sistemi di irrigazione in grado di garantire il mantenimento di un'adeguata umidità del terreno negli strati superficiali.

Gli interventi colturali in fase di emergenza sono limitati e consistono per lo più, in regime irriguo, nell'esecuzione di adacquate frequenti con modesti volumi di adacquamento. In questa fase, infatti, le piantine sono più sensibili agli stress idrici e hanno apparati radicali poco profondi. Deve perciò essere garantita un'umidità prossima alla capacità di campo negli strati superficiali, evitando tuttavia i ristagni superficiali.
Fra le tecniche colturali preventive va citato anche il trapianto, con semina in semenzaio o in contenitori alveolati. Oltre ad altre finalità, il trapianto elimina la fase di germinazione ed emergenza nelle condizioni di pieno campo, in quanto tali fasi si svolgono in un ambiente più favorevole. La tecnica è adottata in particolare nell'orticoltura.